# Hampea sphaerocarpa
Hampea sphaerocarpa é uma espécie de angiospérmica da família das Malvaceae.
Pode ser encontrada nos seguintes países:  Guatemala e Honduras.
Está ameaçada por perda de habitat.